# Panorama (Kanada)
Panorama Mountain Village – kanadyjski ośrodek narciarski i golfowy położony w Kolumbii Brytyjskiej, w Górach Purcell. Został założony w 1962 r. Najbliższą miejscowością jest położone około 18 km na południowy wschód miasteczko Invermere.
Czasami odbywają się tu zawody Pucharu Świata w narciarstwie alpejskim.

## Galeria

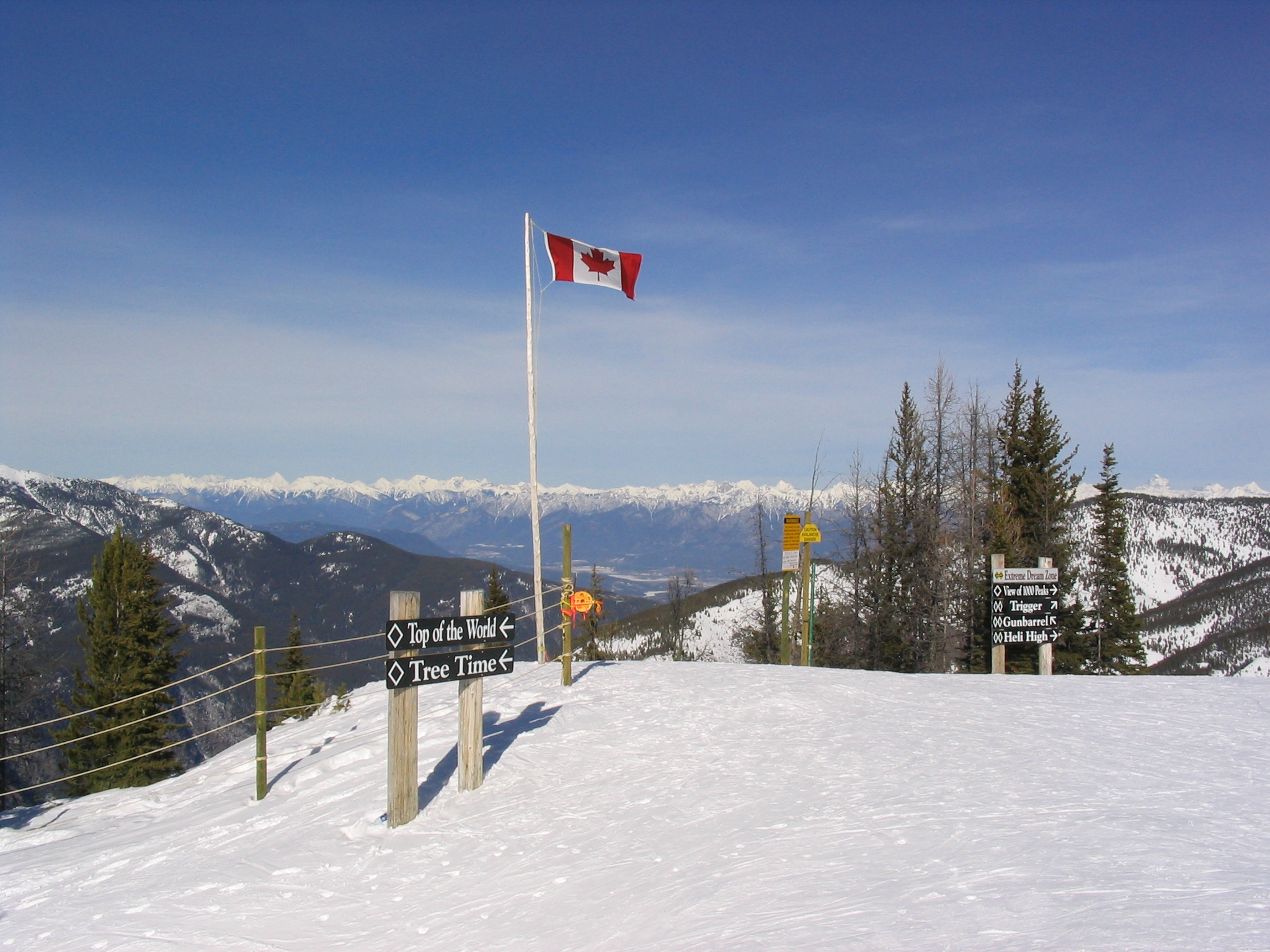
Najwyższy punkt ośrodka
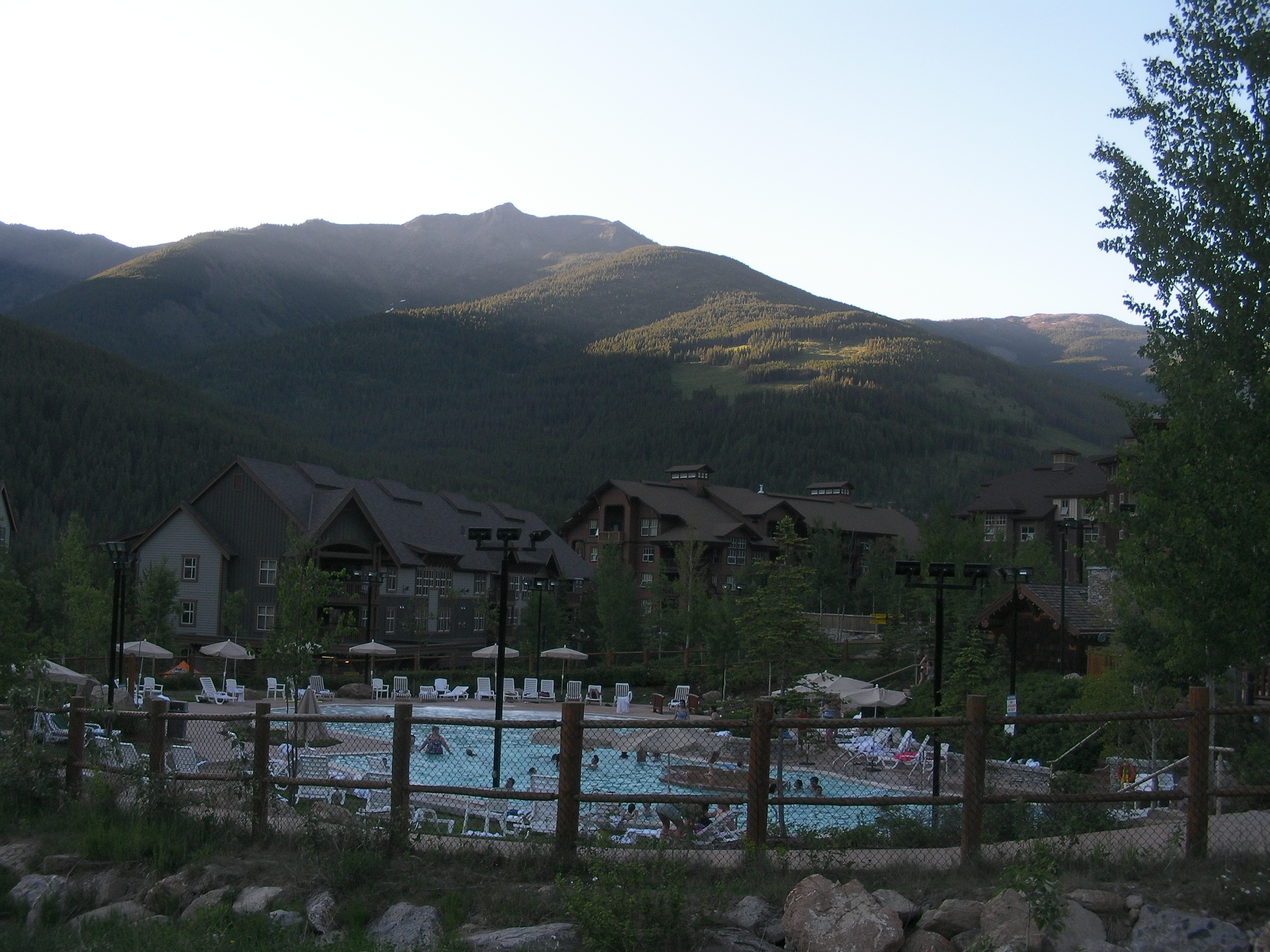
Panorama Mountain Village